# Цитоархитектоническое поле Бродмана 45

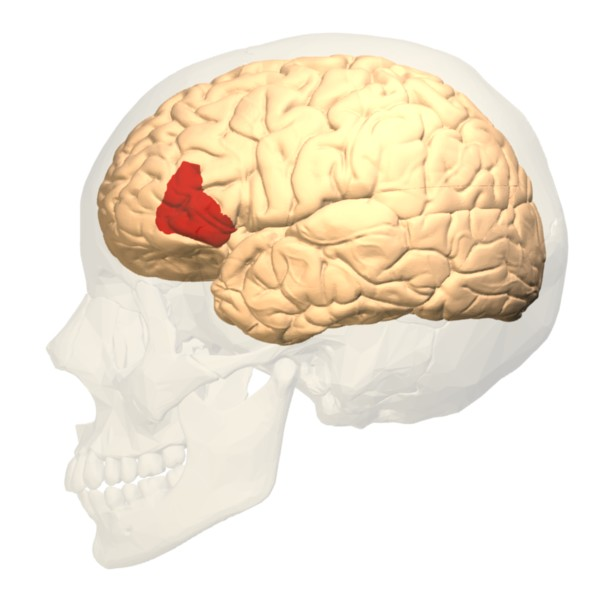
Анатомическое положение поля Бродмана 45

Поле Бродмана 45 (area triangularis) — часть нижней лобной извилины головного мозга человека. Поле Бродмана 45 образует вместе с полем 44 центр Брока.

## Анатомия
Поле Бродмана 45 прилегает к полю 44, 46 и 47, находится ниже поля 9.
Поле 45 отличается от поля 44 и других соседствующих полей устройством рецепторов, которое заключается в различиях в плотности рецепторов нейромедиаторных систем.
45-е поле Бродмана в свою очередь принято разделять на две функциональные части - переднюю и заднюю.
Дугообразный пучок у человека соединяет заднюю часть средней височной извилины, верхней височной извилины и верхней височной борозды с вентролатеральной префронтальной корой, в частности с 44, 45 и 47 полями Бродмана.

## Асимметрия
В 1996 году были выяснены усредненные параметры левого и правого полей Бродмана 45. Анна Л. Фундас и коллеги получили следующие результаты: в левом полушарии площадь  поля составила 3,17 см^2 ± 0,77; в правом полушарии - 2,72 см^2 ± 0,67. Наблюдалась выраженная левосторонняя асимметрия. Согласно исследованию, 9 из 11 обследуемых имели левостороннюю асимметрию поля Бродмана 45.
В 2018 году было проведено исследование асимметрии 45-го поля Бродмана в постнатальном онтогенезе. Автор исследования пишет о том, что уже у новорожденного ребенка обнаружилась межполушарная асимметрия. Необходимо отметить, что она носила правополушарный профиль: «Так, например, объем поля 45 в правом полушарии мозга новорожденного равняется 1,65 см3 , а в левом полушарии – 1,48 см3», - пишут Боголепова И.Н. и Малофеева Л.И. У ребенка в возрасте двух лет асимметрия также носит правополушарный профиль. Однако в семилетнем возрасте у детей объем 45-го поля в левом полушарии больше, по сравнению с тем же полем в правом. После семи лет увеличение поля в объеме продолжается, но преобладание его размеров в левом полушарии, согласно исследованию, остается. Таким образом, происходит смена профиля межполушарной асимметрии с правого на левый, и по сравнению, с 44-м полем Бродмана, у 45-го поля эти изменения происходят позже. Исследователи заключили, что в первые два года жизни ребенка правое полушарие принимает активное участие в процессе формирования речевых функций, а затем в более позднем периоде постнатального онтогенеза ведущую роль в речевых функциях начинает играть левое полушарие, которое становится основным в речевых функциях человека.
Таким образом, приведенные здесь исследования позволяют сделать вывод о наличии явной асимметрии поля 45 в правом и левом полушарии. Разница у взрослых людей, как правило, заключается в значительном преобладании объема 45-го поля Бродмана в левом полушарии по сравнению с правым.

## Передняя и задняя часть поля
М. Кацев и коллеги в своем исследовании беглости речи подчеркнули разницу между передней и задней частями 45-го поля Бродмана. Ученые обнаружили, что более выраженная активация при выполнении простых заданий имеет место в задней части поля Бродмана 45, при предъявлении же более высоких требований к контролируемому семантическому поиску, активируется сильнее передняя часть 45-го поля. Был сделан вывод, что контролируемый семантический поиск локализован в передне-дорсальной части поля Бродмана 45. 

## Функции

### Функции, связанные с языком
При помощи фМРТ было обнаружено, что поле 45 было частично активировано во время решения задач на семантическую беглость, но не во время осуществления беглости на основе букв. 
Шэрон Абрахамс и коллеги пишет, что предыдущие исследования подтвердили гипотезу об участии левой префронтальной коры головного мозга в семантической обработке и извлечении, но сейчас ведутся споры о том, какой аспект семантической обработки задействован.
Также о роли, которую играет поле 45 для беглости речи и семантического поиска пишет Кацев в исследовании, которое уже упоминалось выше касаемо разницы между передней и задней частью поля Бродмана 45.
Было также установлено, что поле 45 активируется при выборе вербального ответа. 
В ситуациях, требующих лексического поиска и принятия лексических решений, наблюдается активность в поле 45.
В исследовании Ст. Хейма упоминается, что поле 45 принимает участие в  фонетической обработке как при воспроизведении, так и при восприятии. 
Учеными в процессе изучения синтаксической обработки было выяснено, что поле 45 не задействовано в ней напрямую и скорее связано с артикуляцией
Барри Хорвиц и коллеги изучали активацию зоны Брока при использовании устной и жестовой речи. В их исследовании было показано, что именно поле 45, а не 44, активируется как речью, так и жестами в процессе создания языковых повествований у двуязычных участников эксперимента, свободно владеющих с раннего детства американским жестовым языком и английским, когда учитывается генерация сложных движений и звуков. Поле Бродмана 45, исходя из результатов исследования, является фундаментальной для независимых от модальности аспектов языковой генерации частью зоны Брока. 
В. Гоэл и коллеги в своем исследовании подтвердили, что поле 45 левого полушария задействовано в процессах рассуждения. 
Была обнаружена активация 45-го поля в процессе чтения метафор и сложных предложений. 

### Функции, связанные с памятью
Было выявлено, что поле 45 активируется в процессе отложенного узнавания лиц и голосов, то есть, задействуется в процессах рабочей памяти.
Большая активность в районе поля 45 и 47 была обнаружена при извлечении слов из памяти.
В процессе эпизодического кодирования слов и лиц также активируется 45-е поле Бродмана, этот процесс является первым этапом формирования следа памяти.

### Функции, связанные с движениями
Была обнаружена активация 45 поля Бродмана в процессе наблюдения за движениями тела другого человека.
Также идет обсуждение того, что поле 45 у человека гомологично зоне F5 у обезьян: в области F5 макак есть нейроны, которые предпочитают хватать объекты с использованием определенного типа захвата. Согласно похожему исследованию, 45-е поле у человека задействуется в процессе наблюдения за хватательными движениями экспериментатора. Исходя из этого, можно судить о наличии в поле 45 зеркальных нейронов.
Была также обнаружена связь поля Бродмана 45 с процессом торможения двигательного ответа.

### Другие функции
По крайней мере одно исследование показало, что 45-е поле Бродмана в правом полушарии задействовано в интерпретации эмоциональных состояний людей по тону их голоса.
Кроме того, была выявлена активность в этом поле у женщин при выполнении задач на мысленное вращение объектов.
Была обнаружена активация 45-го поля Бродмана при выполнении человеком заданий на эстетическую оценку геометрических форм.
Исследование С. Коэлш показало, что приятная музыка вызывает активацию в поле 45. Может быть сделан вывод о том, что данная область задействована в процессе наслаждения музыкой.
В исследовании Стивена Брауна музыканты-любители должны были заниматься вокальной импровизацией мелодических или лингвистических фраз в ответ на незнакомые мелодии или фразы, вследствие чего, в обоих случаях, активировалось, в том числе, поле Бродмана 45. Таким образом, к одной из его функций может быть отнесена генерация мелодических фраз.
Было обнаружено, что поле 45 участвует в формировании эмоциональных реакций у здоровых взрослых людей.

## Изменения при поражении поля 45
Было обнаружено, что при поражении 45-го поля Бродмана происходит задержка обработки сигнала, инициирующего последовательность движений эффекторно-независимым образом. Исходя из основных функций 45-го поля Бродмана, при его повреждении могут возникать симптомы экспрессивной афазии, например, проблемы с беглостью речи.
Другое исследование обнаружило, что у пациентов с ишемией поля Бродмана 45 (и поля Бродмана 6) в левом полушарии было нарушено понимание предложений с пассивным залогом, кратковременная память и вербальная рабочая память. 